# آلبرتویل (مینه‌سوتا)
آلبرتویل، مینه‌سوتا (به انگلیسی: Albertville, Minnesota) یک شهر در ایالات متحده آمریکا است که در مینه‌سوتا واقع شده‌است.

## خصوصیات
آلبرتویل ۱۲٫۰۲ کیلومترمربع مساحت و ۷٬۰۴۴ نفر جمعیت دارد و ۲۹۳ متر بالاتر از سطح دریا واقع شده‌است.